# Amamiya Sora
Amamiya Sora (雨宮 天 (Vũ-Cung Thiên) sinh 28 tháng 8 năm 1993 tại Tokyo) là một nữ diễn viên lồng tiếng và ca sĩ Nhật Bản. Cô làm việc cho hãng Music Ray'n.

## Tiểu sử
Khi học năm hai ở trường trung học, Amamiya được những người bạn thân cho xem clip tổng hợp các vai diễn của nữ Diễn viên lồng tiếng (seiyuu) Miyuki Sawashiro. Ấn tượng với số lượng nhân vật mà Sawashiro đã lồng tiếng, Amamiya quyết định trở thành một seiyuu.

## Sự nghiệp
Năm 2011, Amamiya Sora, Asakura Momo và Natsukawa Shiina vượt qua cuộc thi tuyển tài năng lần 2 được tổ chức bởi công ty Music Ray'n. Cả ba người được ra mắt (debut) với vai trò seiyuu vào năm 2012. Khoảng thời gian này, cô chỉ được đóng các vai nền ko tên hoặc vai phụ.
Năm 2014 là năm đột phá của Amamiya, cô có vai chính đầu tiên là Fujimiya Kaori trong anime truyền hình Ishuukan Friends, cô cũng hát ca khúc kết thúc phim Kanade (奏 (かなで)), đó là bản cover từ đĩa đơn của nhóm Sukima Switch năm 2004. Tháng 7 năm 2014, Amamiya đóng vai chính Akame trong bộ anime truyền hình Akama ga Kill, đồng thời ra mắt đĩa đơn đầu tiên "Skyreach" với hãng Music Ray'n. Bài hát được sử dụng làm nhạc mở đầu phim trong 14 tập. Đĩa đơn thứ hai của cô là "Tsuki Akari (月灯り)" được phát hành vào tháng 11, và được sử dụng làm nhạc kết thúc phim từ tập 15 cho tới tập cuối. Vào cuối năm 2014, Music Ray'n kết hợp Amamiya Sora, Asakura Momo và Natsukawa Shiina thành nhóm nhạc tên là TrySail. Khoảng tháng 5 năm 2015, nhóm phát hành đĩa đơn đầu tiên "Youthful Dreamer". Bài hát được sử dụng làm nhạc mở đầu cho anime truyền hình Denpa kyoushi.
Amamiya Sora, Ueda Reina và Suzaki Aya nhận giải Nữ Diễn viên mới xuất sắc nhất tại lễ trao giải Seiyu Awards tháng 3 năm 2015.
Tháng 9-2015, cô phát hành đĩa đơn thứ 3 tên là Velvet Rays và được sử dụng làm nhạc nền cho game Valiant Knights.
Trong năm 2015, Amamiya hoạt động song song giữa seiyuu và nhóm TrySail. Liên tục đảm nhiệm vai chính trong các bộ anime truyền hình như Isla (phim Plastic Memories), Miia (Monster Musume), Mikatan Narugino (Punchline), Iris Shirasaki (Classroom Crisis). Đĩa đơn thứ hai của nhóm TrySail là "Cobalt (コバルト)", và được sử dụng làm nhạc mở đầu phim Classroom. Cả ba thành viên TrySail đều góp mặt trong serie game thần tượng THE iDOLM@STER phiên bản Million Live!, và đi lưu diễn khắp Nhật Bản trong năm 2015. Đây là serie game thần tượng khá nổi tiếng, với sự góp mặt của rất nhiều nữ seiyuu đang được yêu thích.
Năm 2016, Amamiya tăng cường hoạt động ở lĩnh vực âm nhạc, cô phát hành Album đầu tiên Various BLUE vào ngày 7 tháng 9. Đầu tháng 10 ở Tokyo, Amamiya đã có buổi diễn live đầu tiên là Various SKY. Nhóm TrySail cũng phát hành thêm 2 đĩa đơn là "whiz" và "High Free Spirits", đồng thời nhóm có 1 buổi diễn live mang tên Sail Canvas vào cuối tháng 5. Ở mảng seiyuu thì cô có một số vai diễn như Aqua (KonoSuba), Sonia (Puzzle & Dragons Cross) Yukari (Divine Gate), Elise (Bungo Stray Dogs phần 1 và 2), Yaegaki Aoi (Qualidea Code), Shiho Kamakura (WWW.WORKING!!).
Ngày 14 tháng 12 năm 2016, HoneyWorks hợp tác tới TrySail (HoneyWorks meets TrySail) phát hành đĩa đơn "Senpai.(センパイ。)". Đây là bài hát được sáng tác riêng cho phim Suki ni Naru Sono Shunkan wo: Kokuhaku Jikkou Iinkai.

## Đóng phim

### Anime
- Vai nhân vật chính được tô đậm.

| Năm            | Tiêu đề                                                                                                 | Vai diễn                                   | Ghi chú                         | Nguồn                   |
| -------------- | --- | ------------------------------------------ | ------------------------------- | ----------------------- |
| 2012           | Shinsekai Yori                                                                                          | Misuzu                                     | Tập 2                           | [ 2 ]                   |
| 2012           | Tonari no Kaibutsu-kun                                                                                  | Nữ sinh E                                  | Tập 4                           | [ 2 ]                   |
| 2012           | Aikatsu!                                                                                                | Hayase Konatsu, Kuze Wakaba, Nakayama Yuna |                                 | [ 2 ]                   |
| 2013           | Yonhyaku-nijuu Renpai Girl                                                                              | Dokuutsugi Miyako                          | PV quảng cáo light novel        | [ 3 ]                   |
| 2013           | Jewelpet (anime)                                                                                        | Nữ sinh                                    |                                 | [ 2 ]                   |
| 2013           | Toaru Kagaku no Railgun                                                                                 | Một cô gái                                 | Tập 7, 17                       | [ 2 ] [ 4 ]             |
| 2013           | Majestic Prince (manga)                                                                                 | Rona                                       | Tập 9, 12-13, 15, 18, 21, 23-25 | [ 2 ]                   |
| 2013           | Gin no Saji                                                                                             | Nữ sinh B                                  |                                 | [ 2 ]                   |
| 2013           | Hyperdimension Neptunia                                                                                 | Nation B                                   |                                 | [ 2 ]                   |
| 2013           | Gaist Crusher                                                                                           | Hisui Midori                               |                                 | [ 2 ]                   |
| 2013           | Log Horizon                                                                                             | Liliana                                    |                                 | [ 2 ]                   |
| 2013           | Sekai de Ichiban Tsuyoku Naritai!                                                                       | Hayase Aika                                |                                 | [ 2 ]                   |
| 2014           | Nobunaga the Fool                                                                                       | Operator                                   | Ep. 1                           | [ 2 ]                   |
| 2014           | Blade & Soul                                                                                            | Hazuki Jin                                 |                                 | [ 2 ]                   |
| 2014           | Mahouka Koukou no Rettousei                                                                             | Mitsui Honoka                              |                                 | [ 2 ] [ 4 ]             |
| 2014           | Ishuukan Friends                                                                                        | Fujimiya Kaori                             |                                 | [ 2 ] [ 4 ] [ 5 ] [ 6 ] |
| 2014           | Love Live! School Idol Project (mùa 2)                                                                  | Nữ sinh A năm nhất                         | Tập 7                           | [ 2 ]                   |
| 2014–2018      | Tokyo Ghoul                                                                                             | Kirishima Toka                             | Bao gồm phần √A và :re          | [ 2 ] [ 4 ] [ 7 ]       |
| 2014–2015      | Aldnoah.Zero                                                                                            | Asseylum Vers Allusia                      | Bao gồm mùa 2                   | [ 2 ] [ 8 ]             |
| 2014           | Akame ga KILL!                                                                                          | Akame                                      |                                 | [ 2 ] [ 4 ] [ 9 ]       |
| 2014–nay       | Thất hình đại tội                                                                                       | Elizabeth, Liones, Liz                     | Bao gồm mùa 2–4                 | [ 2 ]                   |
| 2014           | Channel 5.5 - Versailles no Bara parody remake                                                          | Marie Antoinette                           | ONA                             | [ 10 ]                  |
| 2014           | Madan no Ō to Vanadis                                                                                   | Một cô gái                                 | Tập 8, 10                       | [ 2 ]                   |
| 2014           | Tenkuu Shinpan                                                                                          | Honjo Yuri                                 | ONA                             | [ 11 ]                  |
| 2015           | Plastic Memories                                                                                        | Isla                                       |                                 | [ 2 ] [ 4 ] [ 12 ]      |
| 2015           | Denpa Kyoushi                                                                                           | Kanou Minako                               |                                 | [ 2 ] [ 4 ]             |
| 2015           | Punch Line                                                                                              | Narugino Mikatan                           |                                 | [ 2 ]                   |
| 2015           | Ninja Slayer From Animation                                                                             | Yamoto Koki                                | ONA                             | [ 2 ]                   |
| 2015           | Classroom Crisis                                                                                        | Shirasaki Iris                             |                                 | [ 4 ] [ 13 ]            |
| 2015–2017      | Monster Musume no Iru Nichijō                                                                           | Miia                                       | Bao gồm OVA                     | [ 4 ] [ 14 ]            |
| 2016           | Divine Gate                                                                                             | Yukari                                     |                                 | [ 4 ] [ 15 ]            |
| 2016–2017      | Kono Subarashii Sekai Ni Shukufuku o!                                                                   | Aqua                                       | Bao gồm mùa 2 và trong các OVA  | [ 2 ] [ 16 ]            |
| 2016–2019      | Bungo Stray Dogs                                                                                        | Elise                                      | Bao gồm mùa 2 và 3              | [ 2 ] [ 4 ]             |
| 2016–2017      | High School Fleet                                                                                       | China Moeka                                | Bao gồm OVA                     | [ 4 ] [ 17 ]            |
| 2016           | Puzzle & Dragons                                                                                        | Sonia                                      |                                 | [ 2 ]                   |
| 2016           | Qualidea Code                                                                                           | Aoi Yaegaki                                |                                 | [ 2 ] [ 4 ]             |
| 2016           | Shūmatsu no Izetta                                                                                      | Sophie                                     |                                 | [ 2 ] [ 4 ]             |
| 2016           | WWW.Working!!                                                                                           | Kamakura Shiho                             |                                 | [ 2 ] [ 4 ]             |
| 2017           | Demi-chan wa Kataritai                                                                                  | Kurz                                       |                                 | [ 2 ] [ 4 ]             |
| 2017           | Hand Shakers                                                                                            | Musubu                                     |                                 | [ 2 ]                   |
| 2017–2019      | Ani ni Tsukeru Kusuri wa Nai!                                                                           | Thời Miểu (Shi Miao)                       | Bao gồm mùa 2 và 3              | [ 18 ]                  |
| 2017           | Re:Creators                                                                                             | Kanoya Rui                                 |                                 | [ 4 ] [ 19 ]            |
| 2017           | Battle Girl High School                                                                                 | Narumi Haruka                              |                                 | [ 20 ]                  |
| 2017           | Yume ga Sameru made                                                                                     | Yuki                                       | ONA                             |                         |
| 2017           | UQ Holder!                                                                                              | Kasuga Mikan                               | Tập 4                           |                         |
| 2018–2019      | Shinkansen Henkei Robo Shinkalion THE ANIMATION                                                         | Mihara Futaba                              |                                 | [ 21 ]                  |
| 2018           | Overlord II                                                                                             | Crusch Lulu                                |                                 | [ 22 ]                  |
| 2018           | Beatless                                                                                                | Methode                                    |                                 | [ 23 ]                  |
| 2018           | Killing Bites                                                                                           | Hitomi Uzaki                               |                                 | [ 24 ]                  |
| 2018–2020      | Grappler Baki                                                                                           | Matsumoto Kozue                            |                                 | [ 25 ]                  |
| 2018           | Seishun Buta Yarou wa Bunny Girl Senpai no Yume wo Minai                                                | Hirokawa Uzuki                             |                                 | [ 26 ]                  |
| 2018–2019      | Hangyakusei Million Arthur                                                                              | Dancho Arthur                              | Bao gồm mùa 2                   | [ 4 ] [ 27 ]            |
| 2019–2020      | Isekai Quartet                                                                                          | Aqua                                       | Bao gồm mùa 2                   | [ 28 ]                  |
| 2019           | Danberu Nan-Kiro Moteru?                                                                                | Sōryūin Akemi                              |                                 | [ 29 ]                  |
| 2019           | Doraemon                                                                                                | Candy                                      | Tập 572                         | [ 30 ]                  |
| 2019           | Azur Lane                                                                                               | HMS Illustrious (87)                       |                                 | [ 31 ]                  |
| 2019           | Hataage! Kemono Mochi                                                                                   | Ioana                                      |                                 | [ 32 ]                  |
| 2020–2021      | Maigia Record: Mahō Shōjo Madoka Magica Gaiden                                                          | Nanami Yachiyo                             |                                 | [ 33 ]                  |
| 2020           | Kūtei Dragons                                                                                           | Takita                                     |                                 | [ 34 ]                  |
| 2020–2022      | Rikei ga koi ni ochita no de shōmei shite mita                                                          | Himuro Ayame                               |                                 | [ 35 ]                  |
| 2020           | Pokémon: Hakumei no Tsubasa                                                                             | Nessa                                      |                                 | [ 36 ]                  |
| 2020           | Appare-Ranman!                                                                                          | Jin Xiaoleng                               |                                 | [ 37 ]                  |
| 2020           | Otome Game no Hametsu Furagu Shika Nai Akuyaku Reijō ni Tensei Shiteshimatta…                           | Keith Claes (hồi bé)                       |                                 | [ 38 ]                  |
| 2020–2022      | Kanojo, okarishimasu                                                                                    | Mizuhara Chizuru                           |                                 | [ 39 ]                  |
| 2020           | Kimi to Boku no Saigo no Senjō, Aruiwa Sekai ga Hajimaru Seisen                                         | Aliceliese Lou Nebulis IX                  |                                 | [ 40 ]                  |
| 2020           | Yuragi-sō no Yūna-san                                                                                   | Hiōgi Karura                               | OVA                             | [ 41 ]                  |
| 2021           | Idoly Pride                                                                                             | Tendō Rui                                  |                                 | [ 42 ]                  |
| 2021           | Mahouka Koukou no Yuutousei                                                                             | Mitsui Honoka                              |                                 | [ 43 ]                  |
| 2021           | Mieruko-chan                                                                                            | Yotsuya Miko                               |                                 | [ 44 ]                  |
| 2021           | Shin no nakama ja nai to yūsha no Party o oidasareta no de, henkyō de Slow Life suru koto ni shimashita | Yarandrala                                 |                                 | [ 45 ]                  |
| 2022           | Akebi-chan no Sailor-fuku                                                                               | Kizaki Erika                               |                                 | [ 46 ]                  |
| 2022           | Heroine Tarumono! Kiraware Heroine to Naisho no O-Shigoto                                               | Narumi Sera                                |                                 | [ 47 ]                  |
| 2022           | Estab Life: Great Escape                                                                                | Vivalde                                    |                                 |                         |
| 2022           | Yofukashi no Uta                                                                                        | Nanakusa Nazuna                            |                                 | [ 48 ]                  |
| Chưa thông báo | Spy Kyōshitsu                                                                                           | Lily                                       |                                 | <                       |

### Phim điện ảnh
| Năm  | Tiêu đề                                                         | Vai diễn         | Nguồn              |
| ---- | --------------------------------------------------------------- | ---------------- | ------------------ |
| 2014 | The Idolmaster Movie: Kagayaki no Mukōgawa                      | Kitazawa Shiho   | [ 2 ]              |
| 2015 | Date A Live: Mayuri Judgement                                   | Mayuri           | [ 2 ] [ 4 ] [ 50 ] |
| 2015 | Tiếng hát từ trái tim                                           | Natsuki Nitō     | [ 2 ]              |
| 2016 | Zutto Mae Kara Suki Deshita: Kokuhaku Jikkō Iinkai              | Narumi Sena      | [ 2 ]              |
| 2016 | Suki ni Naru Sono Shunkan o: Kokuhaku Jikkō Iinkai              | Narumi Sena      | [ 2 ]              |
| 2017 | Blame!                                                          | Zuru             | [ 2 ]              |
| 2017 | Bất thường tại trường phép thuật: Cô gái triệu hồi những vì sao | Mitsui Honoka    | [ 2 ]              |
| 2018 | Thất hình đại tội: Tù nhân của bầu trời                         | Elizabeth Liones | [ 51 ]             |
| 2019 | Hibike! Euphonium: Chikai no Finale                             | Hisaishi Kanade  | [ 52 ]             |
| 2019 | Hakubo                                                          | Rina             |                    |
| 2019 | Kono Subarashii Sekai ni Shukufuku o!: Kurenai Densetsu         | Aqua             | [ 53 ]             |
| 2020 | High School Fleet                                               | China Moeka      | [ 54 ]             |
| 2020 | Kono Sekai no Tanoshimikata: Secret Story Film                  | Narumi Sena      | [ 55 ]             |
| 2021 | Thất hình đại tội: Lời nguyền của ánh sáng                      | Elizabeth Liones | [ 2 ]              |
| 2022 | Isekai Quartet ~Another World~                                  | Aqua             | [ 56 ]             |

### Trò chơi điện tử
| Năm  | Tiêu đề                                                          | Vai                                         | Ghi chú                                         | Nguồn         |
| ---- | ---------------------------------------------------------------- | ------------------------------------------- | ----------------------------------------------- | ------------- |
| 2013 | The Idolmaster                                                   | Shiho Kitazawa                              | IOS, Android (hệ điều hành)                     | [ 2 ] [ 4 ]   |
| 2013 | Gaist Crusher                                                    | Hisui Midori                                | Nintendo 3DS                                    | [ 57 ]        |
| 2014 | Freedom Wars                                                     | Shizuka "Fake" Laurent                      | PlayStation Vita                                | [ 58 ]        |
| 2014 | The Irregular at Magic High School                               | Honoka Mitsui                               | PS Vita                                         |               |
| 2014 | The Irregular at Magic High School                               | Honoka Mitsui                               | iOS, Android                                    | [ 2 ]         |
| 2015 | Thất hình đại tội                                                | Elizabeth Liones                            | iOS, Android                                    |               |
| 2015 | Thất hình đại tội                                                | Elizabeth Liones                            | 3DS                                             | [ 2 ] [ 58 ]  |
| 2015 | Granblue Fantasy                                                 | Dorothy                                     | iOS, Android                                    | [ 59 ]        |
| 2015 | Princess Connect!                                                | Miyako Izumo                                | iOS, Android                                    | [ 2 ]         |
| 2015 | Twilight Lore                                                    | Abbey                                       | iOS, Android                                    | [ 60 ]        |
| 2015 | Battle Girl High School                                          | Haruka Narumi                               | iOS, Android                                    | [ 2 ] [ 4 ]   |
| 2015 | Valiant Knights                                                  | Ciel Luminous                               | iOS, Android                                    | [ 4 ]         |
| 2015 | Dragon's Dogma Online                                            | Cecily                                      | PlayStation 3, PlayStation 4, Microsoft Windows | [ 58 ]        |
| 2015 | Tokyo Ghoul                                                      | Touka Kirishima                             | PS Vita                                         | [ 58 ]        |
| 2015 | MeiQ:Labyrinth of Death                                          | Flea                                        | PS Vita                                         | [ 2 ]         |
| 2016 | Alice Order                                                      | Manatsu Rindou                              | iOS, Android                                    | [ 58 ]        |
| 2016 | Digimon World:Next Order                                         | Luche                                       | PS Vita, PS4                                    | [ 2 ]         |
| 2016 | Etrian Odyssey V:Beyond the Myth                                 | Solor                                       | 3DS                                             | [ 58 ]        |
| 2016 | Plastic Memories                                                 | Isla                                        | PS Vita                                         | [ 2 ]         |
| 2016 | World of Final Fantasy                                           | Reynn                                       | PS4, PS Vita                                    | [ 2 ]         |
| 2017 | The Idolmaster: Million Live! Theater Days                       | Shiho Kitazawa                              | iOS, Android                                    |               |
| 2017 | Magia Record:Puella Magi Madoka Magica Side Story                | Yachiyo Nanami                              | iOS, Android                                    | [ 61 ]        |
| 2017 | Kono Subarashii Sekai Ni Shukufuku o!                            | Aqua                                        | PS4, PS Vita                                    | [ 58 ]        |
| 2017 | Azur Lane                                                        | Illustrious, French destroyer Le Triomphant | iOS, Android                                    | [ 62 ] [ 63 ] |
| 2018 | Shin Megami Tensei: DX2                                          | Rika Ryuzouji                               | iOS, Android                                    | [ 64 ]        |
| 2018 | Thất hình đại tội                                                | Elizabeth Liones                            | PS4                                             | [ 58 ]        |
| 2018 | Princess Connect! Re:Dive                                        | Miyako Izumo                                | iOS, Android                                    | [ 65 ]        |
| 2018 | Million Arthur                                                   | Dancho Arthur                               | iOS, Android                                    | [ 27 ]        |
| 2018 | Sdorica -sunset-                                                 | Angelia Carlos/Angelia SP                   | iOS, Android                                    | [ 66 ]        |
| 2018 | Fate/Grand Order                                                 | Valkyrie (thần thoại) Þrúðr                 | iOS, Android                                    | [ 58 ]        |
| 2018 | Dragalia Lost                                                    | Louise                                      | iOS, Android                                    |               |
| 2018 | Fire Emblem Heroes                                               | Eir                                         | iOS, Android                                    | [ 58 ] [ 67 ] |
| 2019 | High School Fleet                                                | Moeka China                                 | iOS, Android                                    |               |
| 2019 | Star Ocean:Anamnesis                                             | List of Persona 5 characters                | iOS, Android                                    | [ 68 ]        |
| 2019 | Persona 5                                                        | Kasumi Yoshizawa                            | PS4                                             | [ 69 ]        |
| CTB  | KonoSuba: God’s Blessing on this Wonderful World! Fantastic Days | Aqua                                        | iOS, Android                                    | [ 70 ]        |

### Tokusatsu
| Năm  | Tiêu đề                                | Vai                         | Ghi chú                      | Nguồn  |
| ---- | -------------------------------------- | --------------------------- | ---------------------------- | ------ |
| 2018 | Kamen Rider Build                      | Người Sao Hỏa/CD Lost Smash | Ep. 25, 29-30, 36-37, 43, 49 | [ 71 ] |
| 2018 | Kamen Rider Build the Movie:Be the One | Vernage                     |                              |        |

### Live-action
| Năm  | Tiêu đề                 | Vai             | Ghi chú    | Nguồn  |
| ---- | ----------------------- | --------------- | ---------- | ------ |
| 2018 | One Week Friends (film) | School intercom | Voice role | [ 72 ] |

### Dubbing
| Tiêu đề                           | Vai                 | Voice dub for    | Ghi chú    | Nguồn  |
| --------------------------------- | ------------------- | ---------------- | ---------- | ------ |
| Absentia (TV series)              | Flynn Durand        | Patrick McAuley  | TV series  | [ 73 ] |
| Assassin's Creed Origins          | Cleopatra VII       | Zora Bishop      | Video game | [ 74 ] |
| Big Fish & Begonia                | Chun                | Ji Guanlin       | Film       | [ 75 ] |
| Helix (TV series)                 | Mademoiselle Durant | Alexandra Sicard | TV series  | [ 76 ] |
| School of Rock (phim truyền hình) | Summer              | Jade Pettyjohn   | TV series  | [ 77 ] |